# NXT Stand & Deliver
NXT Stand & Deliver (originalmente conocido como NXT TakeOver: Stand & Deliver) es un evento de lucha libre profesional producido por la promoción de lucha libre profesional estadounidense WWE. Realizado principalmente para luchadores de la marca NXT de la promoción, se lleva a cabo anualmente durante la semana de WrestleMania. El evento inaugural estuvo disponible a través de pague-por-ver en todo el mundo y los servicios de transmisión en vivo Peacock en los Estados Unidos y WWE Network a nivel internacional, mientras que los eventos desde entonces solo han estado disponibles a través de los servicios de transmisión en vivo.
Stand & Deliver se estableció originalmente en 2021 y se llevó a cabo bajo la serie NXT TakeOver. En septiembre de 2021, NXT volvió a ser el territorio de desarrollo de WWE, y la serie TakeOver se suspendió; sin embargo, Stand & Deliver continuó como su propio evento para NXT. Si bien el evento original se llevó a cabo durante dos noches, se redujo a un día a partir del segundo evento. El evento inaugural también contó con luchadores de la marca secundaria de NXT, NXT UK.

## Historia
NXT TakeOver fue una serie de eventos periódicos de lucha libre profesional producidos por WWE para la marca NXT de la compañía. El evento TakeOver número 34 se llevó a cabo como NXT TakeOver: Stand & Deliver y fue el único TakeOver que se llevó a cabo durante dos noches. El evento se llevó a cabo el 7 y 8 de abril de 2021, durante la semana de WrestleMania 37. Se transmitió en pague-por-ver (PPV) tradicional en todo el mundo y WWE Network en los mercados internacionales, y fue el primer evento en vivo en el ring de WWE que se transmitió en Peacock después de que la versión estadounidense de WWE Network cerrara el 4 de abril de ese año tras su fusión con Peacock. Debido a la pandemia de COVID-19, el evento se llevó a cabo en el Capitol Wrestling Center dentro del WWE Performance Center en Orlando, Florida.
En septiembre de 2021, la marca NXT pasó por una reestructuración y volvió a ser un territorio de desarrollo para WWE. El nombre de Capitol Wrestling Center también se eliminó y los eventos de NXT se promocionaron como si se llevaran a cabo en el Performance Center. La serie TakeOver también se suspendió posteriormente.
El 24 de enero de 2022, se confirmó que Stand & Deliver continuaría como su propio evento para NXT con un segundo evento Stand & Deliver anunciado que se llevará a cabo durante el fin de semana de WrestleMania 38, estableciendo así Stand & Deliver como el evento anual de NXT que se llevará a cabo durante la semana de WrestleMania. Este segundo Stand & Deliver estaba programado para realizarse como un evento de un día en el American Airlines Center en Dallas, Texas el 2 de abril de 2022, el mismo día que la Noche 1 de WrestleMania 38. Debido a esto, Stand & Deliver tuvo una especial hora de inicio de 13:00 hora del este. Este fue el primer evento de NXT que se llevó a cabo fuera de Florida desde el comienzo de la pandemia de COVID-19 en marzo de 2020 y, posteriormente, el primer evento de NXT que se llevó a cabo fuera de las arenas locales de NXT: la Universidad Full Sail (anterior) y el WWE Performance Center (actual), desde NXT TakeOver: Portland en febrero de 2020.
El 3 de noviembre de 2022, WWE anunció que el tercer Stand & Deliver se llevaría a cabo el 1 de abril de 2023, durante el día de la Noche 1 de WrestleMania 39. Se transmitirá en vivo desde Crypto.com Arena en Los Ángeles, California.

## Ediciones

### 2022
NXT Stand & Deliver 2022 tuvo lugar el 2 de abril de 2022 desde el American Airlines Center en Dallas, Texas. Se celebró horas antes de la Noche 1 de WrestleMania 38.

#### Resultados
- Kick-Off: Dakota Kai & Raquel González derrotaron a Toxic Attraction (Gigi Dolin & Jacy Jayne) y ganaron el Campeonato Femenino en Parejas de NXT (7:53).[5][6]
  - González cubrió a Jayne después de un «Chingona Bomb».
  - Durante la lucha, Wendy Choo interfirió a favor de Kai & González.
- Cameron Grimes derrotó a Carmelo Hayes (con Trick Williams), Santos Escobar (con Legado Del Fantasma), Solo Sikoa y Grayson Waller (con Sanga) en un Ladder Match y ganó el Campeonato Norteamericano de NXT (21:01).[5][7]
  - Grimes ganó la lucha después de descolgar el campeonato.
  - Durante la lucha, Sanga interfirió a favor de Waller, Legado Del Fantasma interfirió a favor de Escobar y Williams interfirió a favor de Hayes.
- Tony D'Angelo (con AJ Galante) derrotó a Tommaso Ciampa (13:10).[5][8]
  - D'Angelo cubrió a Ciampa después de un «Punt Kick».
  - Después de la lucha, Triple H salió para felicitar a Ciampa.
- MSK (Nash Carter & Wes Lee) derrotaron a Imperium (Fabian Aichner & Marcel Barthel) y The Creed Brothers (Brutus Creed & Julius Creed) (con Malcolm Bivens) y ganaron el Campeonato en Parejas de NXT (11:25).[5][9]
  - Carter cubrió a Barthel después de un «Hot Fire Flame».
- Mandy Rose derrotó a Cora Jade, Kay Lee Ray e Io Shirai y retuvo el Campeonato Femenino de NXT (13:28).[5][10]
  - Rose cubrió a Shirai después de un «Kiss The Rose».
  - Ray y Shirai usaron su oportunidad que ganaron en el Dusty Rhodes Women's Tag Team Classic.
- Gunther derrotó a LA Knight (10:28).[5][11]
  - Gunther cubrió a Knight después de un «Powerbomb».
- Dolph Ziggler (con Robert Roode) derrotó a Bron Breakker y retuvo el Campeonato de NXT (16:13).[5][12]
  - Ziggler cubrió a Breakker después de un «Superkick».
  - Durante la lucha, Roode interfirió a favor de Ziggler, pero fue expulsado por el árbitro.

### 2023
NXT Stand & Deliver 2023 tuvo lugar el 1 de abril de 2023 desde el Crypto.com Arena en Los Ángeles, California. Al igual que la edición anterior, el evento se celebró horas antes de la Noche 1 de WrestleMania 39.

#### Resultados
- Kick-Off: Chase U (Andre Chase, Duke Hudson & Thea Hail) & Tyler Bate derrotaron a The Schism (Joe Gacy, Rip Fowler, Jagger Reid & Ava) (11:09).[13]
  - Hudson cubrió a Reid después de un «The Fratliner» de Chase.
  - Como resultado, The Schism no tomará el control de Chase U.
- Indi Hartwell derrotó a Roxanne Perez (c), Zoey Stark, Gigi Dolin, Tiffany Stratton y Lyra Valkyria en un Ladder Match y ganó el Campeonato Femenino de NXT (17:02).[14]
  - Hartwell ganó la lucha después de descolgar el título.
  - Durante la lucha, Jacy Jayne interfirió en contra de Dolin, mientras que Dexter Lumis interfirió a favor de Hartwell.
- Gallus (Mark Coffey & Wolfgang) derrotaron a The Creed Brothers (Brutus Creed & Julius Creed) (con Ivy Nile) y The D'Angelo Family (Tony D'Angelo & Channing «Stacks» Lorenzo) y retuvieron el Campeonato en Parejas de NXT (8:11).[15]
  - Mark cubrió a Lorenzo después de un «All the Best for the Bells».
  - Durante la lucha, Joe Coffey hizo su regreso interfiriendo a favor de Gallus.
- Wes Lee derrotó a Dragon Lee, JD McDonagh, Ilja Dragunov y Axiom y retuvo el Campeonato Norteamericano de NXT (19:20).[16]
  - Lee cubrió a Dragunov después de un «Cardiac Kick».
- Johnny Gargano (con Candice LeRae) derrotó a Grayson Waller en un Unsanctioned Match (18:18).[17]
  - Gargano forzó a Waller a rendirse con un «Garga-No-Escape».
  - Durante la lucha, LeRae interfirío a favor de Gargano.
  - Después de la lucha, Gargano & LeRae celebraron con Dexter Lumis & Indi Hartwell.
- The Unholy Union (Alba Fyre & Isla Dawn) derrotaron a Fallon Henley & Kiana James (con Josh Briggs & Brooks Jensen) y ganaron el Campeonato Femenino en Parejas de NXT (8:41).[18]
  - Fyre cubrió a James después de un «Swanton Bomb».
- Carmelo Hayes (con Trick Williams) derrotó a Bron Breakker y ganó el Campeonato de NXT (16:10).[19]
  - Hayes cubrió a Breakker después de un «Melo Don't Miss».
  - Durante la lucha, el árbitro expulsó a Williams del ringside, sin embargo regreso para atacar a Breakker.

### 2024
NXT Stand & Deliver 2024 tuvo lugar el 6 de abril de 2024 desde el Wells Fargo Center en Filadelfia, Pensilvania. Al igual que las ediciónes anteriores, el evento se celebró horas antes de la Noche 1 de WrestleMania XL. El 26 de marzo se anunció que The Meta-Four (Noam Dar, Oro Mensah, Jakara Jackson & Lash Legend) serían los anfitriones del evento.

#### Resultados
- Kick-Off: Joe Gacy derrotó a Shawn Spears (9:04).[22]
  - Gacy cubrió a Spears después de un «Upside Down».
  - Antes de la lucha, Ridge Holland atacó a Gacy mientras éste realizaba su entrada.
- The Wolfdogs (Baron Corbin & Bron Breakker) derrotaron a Axiom & Nathan Frazer y retuvieron el Campeonato en Parejas de NXT (11:22).[23][24]
  - Corbin cubrió a Frazer después de un «Spear» de Breakker.
- Oba Femi derrotó a Dijak y Josh Briggs y retuvo el Campeonato Norteamericano de NXT (15:00).[25][26]
  - Femi cubrió a Briggs después de aplicarle un «Powerbomb» a Dijak sobre Briggs.
- Thea Hail, Fallon Henley & Kelani Jordan (con Andre Chase, Duke Hudson & Riley Osborne) derrotaron a Jacy Jayne, Kiana James & Izzi Dame (con Jazmyn Nyx) (11:41).[27]
  - Hail forzó a Dame a rendirse con un «Kimura Lock».
  - Durante el combate, Nyx interfirió a favor de Jayne.
- Roxanne Perez derrotó a Lyra Valkyria y ganó el Campeonato Femenino de NXT (16:19).[28][29]
  - Perez forzó a Valkyria a rendirse con un «Crossface».
  - Durante la lucha, Tatum Paxley interfirió a favor de Valkyria, pero esta fue atacada por Perez.
- Ilja Dragunov derrotó a Tony D'Angelo (con Channing «Stacks» Lorenzo, Adriana Rizzo & Luca Crusifino) y retuvo el Campeonato de NXT (17:06).[30]
  - Dragunov cubrió a D'Angelo después de un «H-Bomb» desde la tercera cuerda.
  - Durante la lucha, Lorenzo interfirió a favor de D'Angelo.
  - Después de la lucha, Dragunov y D'Angelo se dieron la mano en señal de respeto.
- Trick Williams derrotó a  Carmelo Hayes (14:47).[31][32]
  - Williams cubrió a Hayes después de un «Pump Knee Strike».

### 2025
NXT Stand & Deliver 2025 tuvo lugar el 19 de abril de 2025 desde el T-Mobile Arena en Paradise, Nevada. Como en las anteriores ediciones, el evento se celebró horas antes de la Noche 1 de WrestleMania 41, también fue la primera edición en ser trasmitida por Netflix.  

#### Resultados
- Kick-Off: Gigi Dolin & Tatum Paxley (con Shotzi) derrotaron a The Meta-Four (Jakara Jackson & Lash Legend), Cora Jade & Roxanne Perez y Fatal Influence (Fallon Henley & Jacy Jayne) (con Jazmyn Nyx) en un Fatal 4-Way Elimination Match y ganaron una oportunidad por el Campeonato Femenino en Parejas de WWE (12:51).[33]
  - Perez cubrió a Legend después de un «Pop Rox».
  - Dolin y Paxley cubrieron a Jade con un «Roll-up».
  - Paxley cubrió a Jayne después de un «Cemetery Driver».
  - Durante la lucha, Perez abandonó a Jade.
  - Durante la lucha, Nyx interfirió a favor de Fatal Influence.
  - Esta lucha marcó las últimas apariciones en un PPV de Cora Jade, Gigi Dolin y Shotzi.
- Ricky Saints derrotó a Ethan Page y retuvo el Campeonato Norteamericano de NXT (12:43).[34]
  - Saints cubrió a Page después de un «Rochambeau».
- Hank Walker & Tank Ledger derrotaron a Axiom & Nathan Frazer y ganaron el Campeonato en Parejas de NXT (13:57).[35]
  - Ledger cubrió a Frazer después de una combinación de «Powerslam» y «Headbutt».
  - Después de la lucha, ambos equipos se abrazaron en señal de respeto.
- Sol Ruca derrotó a Zaria, Kelani Jordan, Izzi Dame, Lola Vice y Thea Hail en un Ladder Match y ganó el vacante Campeonato Norteamericano Femenino de NXT (14:40).[36]
  - Ruca ganó la lucha después de descolgar el título.
  - Durante la lucha, The Culling (Shawn Spears, Brooks Jensen & Niko Vance) interfirió a favor de Dame.
- Darkstate (Dion Lennox, Saquon Shugars & Osiris Griffin) (con Cutler James) derrotó a The D'Angelo Family (Tony D'Angelo, Channing «Stacks» Lorenzo & Luca Crusifino) (con Adriana Rizzo) (13:13).[37]
  - Griffin cubrió a D'Angelo después de un «Powerbomb».
  - Durante la lucha, James interfirió a favor de Darkstate, mientras que Rizzo lo hizo a favor de The D'Angelo Family.
  - Durante la lucha, Lorenzo atacó a D'Angelo traicionándolo.
- Stephanie Vaquer derrotó a Giulia, Jaida Parker y Jordynne Grace y retuvo el Campeonato Femenino de NXT (16:30).[38]
  - Vaquer cubrió a Parker después de un «SVB».
- Oba Femi derrotó a Trick Williams y Je'Von Evans y retuvo el Campeonato de NXT (16:58).[39]
  - Femi cubrió a Evans después de un «Sit-out Powerbomb».